# Chip de som

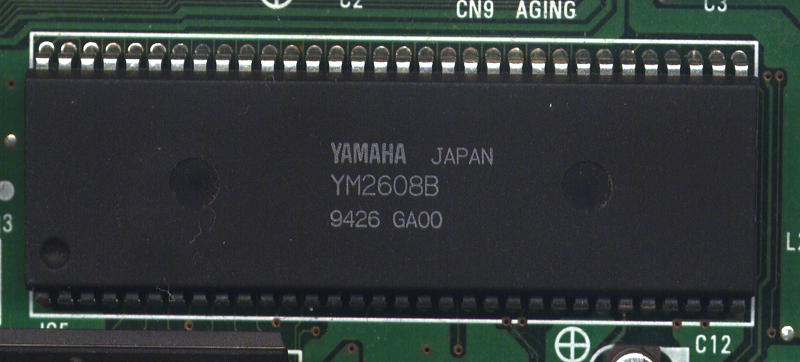
Um chip de síntese Yamaha YM2608 FM

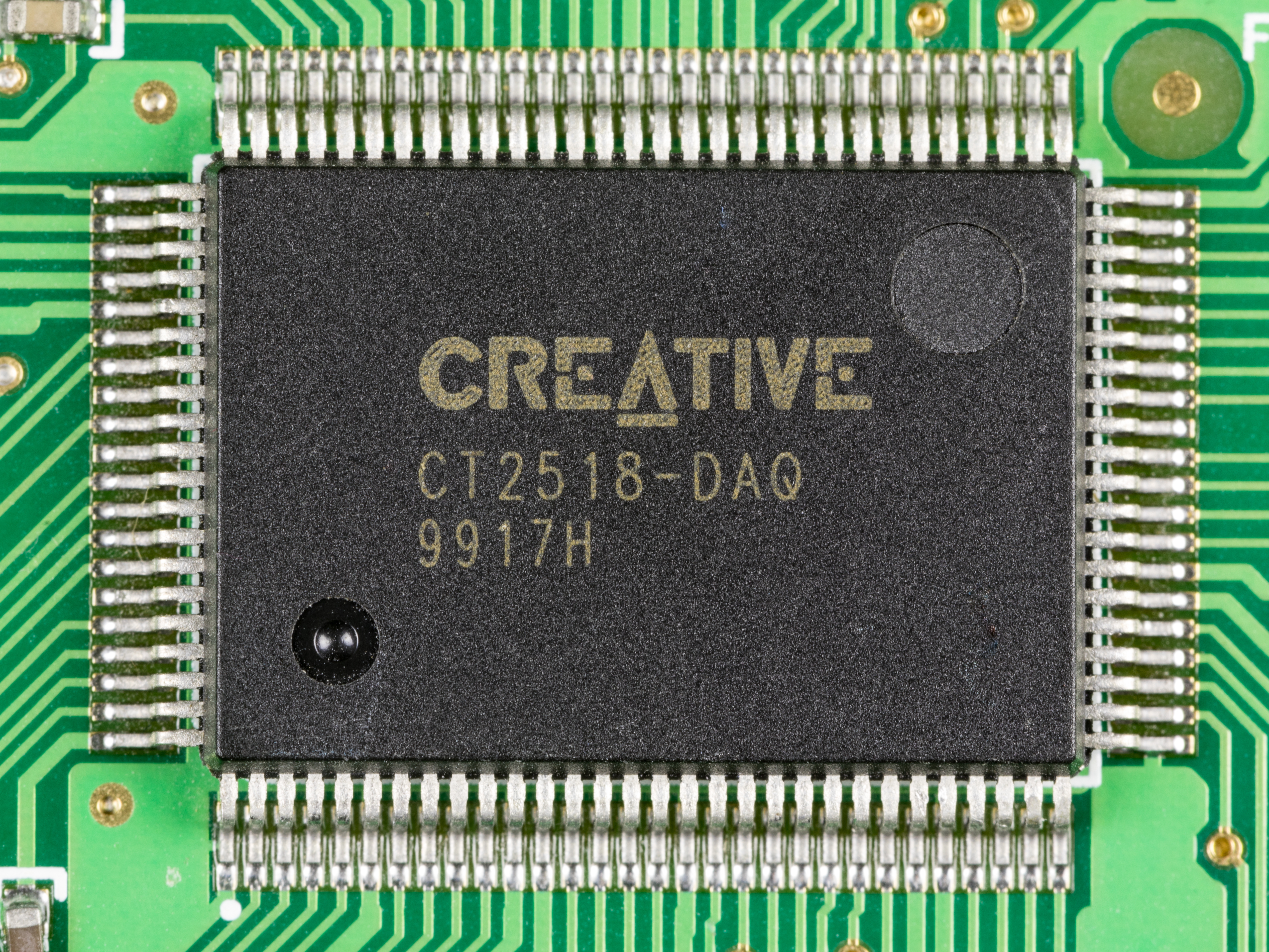
Um chip Sound Blaster da Creative Technology encontrado em uma placa de som de computador

Um chip de som é um circuito integrado (chip) projetado para produzir sinais de áudio por meio de eletrônica digital, analógica ou de modo misto. Os chips de som são normalmente fabricados em chips de sinal misto de óxido metálico (MOS) que processam sinais de áudio (sinais analógicos e digitais, para dados analógicos e digitais). Eles normalmente contêm componentes de áudio como osciladores, controladores de envelope, amostradores, filtros, amplificadores e geradores de envelope.